# OK Liga Femenina 2018-19
La temporada 2018-19 de la OK Liga Femenina de hockey patines es la 11.ª edición de esta competición.

## Equipos
| - CP Cuencas Mineras - Telecable Gijón - CP Voltregà - CP Vilanova - Generali HC Palau de Plegamans - Citylift Girona CH - CP Manlleu - CH Cerdanyola - CHP Bigues i Riells - Reus Deportiu - CP Vila-sana - HC Liceo - Club Patín Alcorcón - CP Las Rozas |

## Clasificación
|    | Equipo                         | PJ | G  | E | P  | GF  | GC  | PTS |
| -- | ------------------------------ | -- | -- | - | -- | --- | --- | --- |
| 1  | Generali HC Palau de Plegamans | 26 | 23 | 1 | 2  | 135 | 32  | 70  |
| 2  | CP Manlleu                     | 26 | 22 | 1 | 3  | 178 | 42  | 67  |
| 3  | Telecable Hockey Club          | 26 | 19 | 3 | 4  | 139 | 56  | 60  |
| 4  | CP Las Rozas                   | 26 | 15 | 3 | 8  | 81  | 53  | 48  |
| 5  | Club Patí Voltregà             | 26 | 14 | 5 | 7  | 99  | 60  | 47  |
| 6  | CP Vila-sana                   | 26 | 15 | 2 | 9  | 74  | 56  | 47  |
| 7  | CH Cerdanyola                  | 26 | 13 | 7 | 6  | 109 | 89  | 46  |
| 8  | CHP Bigues i Riells            | 26 | 10 | 3 | 13 | 100 | 89  | 33  |
| 9  | CP Vilanova                    | 26 | 11 | 0 | 15 | 104 | 101 | 33  |
| 10 | Citylift Girona CH             | 26 | 8  | 4 | 14 | 75  | 104 | 28  |
| 11 | Club Patín Alcorcón            | 26 | 7  | 2 | 17 | 61  | 104 | 23  |
| 12 | Reus Deportiu                  | 26 | 6  | 2 | 18 | 60  | 106 | 20  |
| 13 | Club Patín Cuencas Mineras     | 26 | 1  | 1 | 24 | 47  | 233 | 4   |
| 14 | Deportivo Liceo                | 26 | 0  | 2 | 24 | 27  | 164 | 2   |

Fuente:Federación Española de Patinaje
|  | Campeón de liga y acceso a Copa de Europa |
|  | Acceso a Copa de Europa                   |
|  | Descenso                                  |